# Wiesneria
Wiesneria Micheli – rodzaj roślin z rodziny żabieńcowatych (Alismataceae), obejmujący trzy gatunki występujące w tropikalnej Afryce, na Madagaskarze i w południowych Indiach.
Nazwa naukowa rodzaju została nadana na cześć austriackiego botanika i odkrywcy Juliusa Wiesnera.

## Morfologia
Rośliny jednopienne, wodne, wynurzone. Łodygi krótkie, kłączowate. Liście odziomkowe, zanurzone lub pływające. Ogonki liściowe cylindryczne, zwężające się. Blaszki liściowe równowąsko-lancetowate, niekiedy zwinięte, o ostrym wierzchołku i stopniowo zwężającej się nasadzie. Groniasty kwiatostan wynurzony, wyrastający na głąbiku. Kwiaty męskie położone w najniższym okółku. Kwiaty siedzące lub krótko szypułkowate. Okwiat podwójny. Działki kielicha jajowate. Płatki korony białe do różowawych, mniejsze od działek lub zredukowane. Kwiaty męskie trójpręcikowe, z owocolistkami zredukowanymi do miodników. Kwiaty żeńskie z lekko skrzywionym dnem, 3 prątniczkami i 3–6 wolnymi owocolistkami. Owoce w postaci jajowatych, zaokrąglonych niełupek.

## Systematyka
Systematyka według Angiosperm Phylogeny Website (aktualizowany system APG IV z 2016)
Klad siostrzany rodzaju Astonia, należący do rodziny żabieńcowatych (Alismataceae) w obrębie rzędu żabieńcowców (Alismatales) należącego do kladu jednoliściennych.
Gatunki
- Wiesneria filifolia Hook.f.
- Wiesneria schweinfurthii Hook.f.
- Wiesneria triandra (Dalzell) Micheli